# Computer Entertainment Rating Organization
La Computer Entertainment Rating Organization (特定非営利活動法人コンピュータエンターテインメントレーティング機構, Tokutei hieiri katsudō hōjin konpyūta entāteinmento rētingu kikō) (CERO), est une organisation à but non lucratif chargée d'évaluer les jeux vidéo et une partie des logiciels au Japon. Elle utilise un barème afin d'informer les consommateurs de la nature d'un produit et de l'âge recommandé pour l'utiliser, un peu comme le PEGI et l'ESRB.

## Historique
La CERO est créée en juin 2002 en tant que subdivision de la Computer Entertainment Supplier's Association (CESA) et commence à évaluer les jeux vidéo à partir d'octobre de la même année. En décembre 2003, elle devient une association à but non lucratif.

## Classification

### Âge
| Icône | Icône | Description                                                       |
| 2002  | 2006  | Description                                                       |
| ----- | ----- | ----------------------------------------------------------------- |
|       |       | 全年齢対象 (Tous les âges (bas de boîte noir)                     |
|       |       | 12才以上対象 (12 ans et plus (bas de boîte vert))                 |
|       |       | 15才以上対象 (15 ans et plus (bas de boîte bleu))                 |
| –     |       | 17才以上対象 (17 ans et plus (bas de boîte orange))               |
|       |       | 18才以上のみ対象 (18 ans et plus uniquement (bas de boîte rouge)) |

### Contenu
| Icône | Description                |
| ----- | -------------------------- |
|       | Romance                    |
|       | Contenu à caractère sexuel |
|       | Violence                   |
|       | Horreur                    |
|       | Jeu d'argent               |
|       | Crime                      |
|       | Alcool ou tabac            |
|       | Consommation de drogues    |
|       | Langage grossier           |

### Autre
| Icône | Description                    |
| ----- | ------------------------------ |
|       | Éducation et connaissance      |
|       | En attente de classification   |
|       | Jeu en version démo ou d'essai |